# Jessica Watkins
Jessica Andrea Watkins, född 14 maj 1988 i Gaithersburg, Maryland, är en amerikansk astronaut. Hon togs ut till astronautgrupp 22 i juni 2017.

## NASA
I november 2021 meddelade NASA att hon kommer delta i den bemannade flygningen SpaceX Crew-4. Hon påbörjade sin första rymdfärd den 27 april 2022.

## Rymdfärder
- SpaceX Crew-4, Expedition 67/68